# ألبرتو ماريو غونزاليس
ألبرتو ماريو غونزاليس (بالإسبانية: Alberto Mario González) (و. 1941  م) هو لاعب كرة قدم، من الأرجنتين، ولد في بوينس آيرس، شارك في كأس العالم 1966، وكأس العالم 1962، لعب كمهاجم.

## روابط خارجية
- ألبرتو ماريو غونزاليس على موقع الاتحاد الدولي (مؤرشف)  (الإنجليزية)
- ألبرتو ماريو غونزاليس على موقع قاعدة بيانات كرة القدم.إي يو (الإنجليزية)
- ألبرتو ماريو غونزاليس على موقع ناشيونال فوتبول تيمز (الإنجليزية)
- ألبرتو ماريو غونزاليس على موقع عالم كرة القدم.نت (الإنجليزية)